# Olympische Sommerspiele 2020/Teilnehmer (Belgien)
| Gelbes Symbol für Goldmedaillen mit stilisierten Olympischen Ringen | Graues Symbol für Silbermedaillen mit stilisierten Olympischen Ringen | Braundes Symbol für Bronzemedaillen mit stilisierten Olympischen Ringen |
| ------------------------------------------------------------------- | --------------------------------------------------------------------- | ----------------------------------------------------------------------- |
| 3                                                                   | 1                                                                     | 3                                                                       |

Belgien nahm an den Olympischen Spielen 2020 in Tokio mit 123 Sportlern in 20 Sportarten teil. Es war die insgesamt 27. Teilnahme an Olympischen Sommerspielen.

## Medaillengewinner

### Gold
| Name | Sportart       | Wettkampf           |
| --- | -------------- | ------------------- |
| Nafissatou Thiam | Leichtathletik | Siebenkampf         |
| Nina Derwael | Turnen         | Stufenbarren Frauen |
| Arthur Van Doren John-John Dohmen Florent Van Aubel Sébastien Dockier Cédric Charlier Gauthier Boccard Nicolas De Kerpel Alexander Hendrickx Félix Denayer Vincent Vanasch Simon Gougnard Arthur De Sloover Antoine Kina Loïck Luypaert Victor Wegnez Tom Boon Augustin Meurmans Thomas Briels | Hockey         | Hockey Herren       |

### Silber
| Name          | Sportart | Wettkampf            |
| ------------- | -------- | -------------------- |
| Wout van Aert | Radsport | Straßenrennen Männer |

### Bronze
| Name                                                                                 | Sportart       | Wettkampf                |
| ------------------------------------------------------------------------------------ | -------------- | ------------------------ |
| Matthias Casse                                                                       | Judo           | Halbmittelgewicht Männer |
| Bashir Abdi                                                                          | Leichtathletik | Marathon Männer          |
| Pieter Devos mit Claire Z Jérôme Guery mit Quel Homme Grégory Wathelet mit Nevados S | Reiten         | Springreiten Mannschaft  |

## Teilnehmer nach Sportarten

### Badminton
| Athleten   | Wettbewerb | Gruppenphase  | Gruppenphase       | Gruppenphase | Gruppenphase | Achtelfinale  | Achtelfinale  | Viertelfinale | Viertelfinale | Halbfinale    | Halbfinale    | Finale        | Finale        | Rang          |
| Athleten   | Wettbewerb | Gegner        | Ergebnis           | Punkte       | Rang         | Gegner        | Ergebnis      | Gegner        | Ergebnis      | Gegner        | Ergebnis      | Gegner        | Ergebnis      | Rang          |
| ---------- | ---------- | ------------- | ------------------ | ------------ | ------------ | ------------- | ------------- | ------------- | ------------- | ------------- | ------------- | ------------- | ------------- | ------------- |
| Frauen     |            |               |                    |              |              |               |               |               |               |               |               |               |               |               |
| Lianne Tan | Einzel     | Thet H. T.    | 2:0 (21:8, 21:8)   | 70:56        | 2            | ausgeschieden | ausgeschieden | ausgeschieden | ausgeschieden | ausgeschieden | ausgeschieden | ausgeschieden | ausgeschieden | ausgeschieden |
| Lianne Tan | Einzel     | G. M. Tunjung | 0:2 (11:21, 17:21) | 70:56        | 2            | ausgeschieden | ausgeschieden | ausgeschieden | ausgeschieden | ausgeschieden | ausgeschieden | ausgeschieden | ausgeschieden | ausgeschieden |

### Basketball
Die belgischen Frauen qualifizierten sich das erste Mal für die Olympischen Spiele beim heimischen Qualifikationsturnier vom 6.-9. Februar 2020 in Ostende.
| Wettbewerb    | Damen |
| ------------- | --- |
| Athleten      | Kim Mestdagh Antonia Delaere Marjorie Carpréaux Emma Meesseman Ann Wauters Kyara Linskens Hanne Mestdagh Heleen Nauwelaers Billie Massey Julie Vanloo Jana Raman Julie Allemand |
| Trainer       | Philip Mestdagh |
| Gruppenphase  | Australien (85–70) Puerto Rico (87–52) China (62–74) |
| Viertelfinale | Japan (85–86) |
| Halbfinale    | ausgeschieden |
| Finale        | ausgeschieden |
| Platzierung   | 7. Platz |

#### 3×3 Basketball
| Wettbewerb                 | Herren |
| -------------------------- | --- |
| Athleten                   | Rafael Bogaerts Nick Celis Thierry Mariën Thibaut Vervoort                                                 |
| Gruppenphase               | Lettland (21–10) Japan (16–18) ROC (21–16) Serbien (14–21) China (20–21) Niederlande (18–17) Polen (16–14) |
| Viertelfinale              | Freilos als Vorrundenzweiter                                                                               |
| Halbfinale                 | Lettland (8–21)                                                                                            |
| Spiel um den Dritten Platz | Serbien (10–21)                                                                                            |
| Platzierung                | 4. Platz                                                                                                   |

### Bogenschießen
| Athleten       | Wettbewerb | Qualifikation | Qualifikation | 1. Runde  | 1. Runde | 2. Runde | 2. Runde | Achtelfinale  | Achtelfinale  | Viertelfinale | Viertelfinale | Halbfinale    | Halbfinale    | Finale        | Finale        | Rang          |
| Athleten       | Wettbewerb | Ringe         | Rang          | Gegner    | Ergebnis | Gegner   | Ergebnis | Gegner        | Ergebnis      | Gegner        | Ergebnis      | Gegner        | Ergebnis      | Gegner        | Ergebnis      | Rang          |
| -------------- | ---------- | ------------- | ------------- | --------- | -------- | -------- | -------- | ------------- | ------------- | ------------- | ------------- | ------------- | ------------- | ------------- | ------------- | ------------- |
| Männer         |            |               |               |           |          |          |          |               |               |               |               |               |               |               |               |               |
| Jarno de Smedt | Einzel     | 650           | 43            | Y. Kawata | 6:2      | Li J.    | 5:6      | ausgeschieden | ausgeschieden | ausgeschieden | ausgeschieden | ausgeschieden | ausgeschieden | ausgeschieden | ausgeschieden | ausgeschieden |

### Gewichtheben
| Athleten            | Wettbewerb                    | Reißen  | Reißen | Stoßen  | Stoßen | Zweikampf | Zweikampf | Rang |
| Athleten            | Wettbewerb                    | Gewicht | Rang   | Gewicht | Rang   | Gewicht   | Rang      | Rang |
| ------------------- | ----------------------------- | ------- | ------ | ------- | ------ | --------- | --------- | ---- |
| Frauen              |                               |         |        |         |        |           |           |      |
| Nina Sterckx        | Bantamgewicht bis 49 kg       | 81 kg   | 7      | 99 kg   | 5      | 180 kg    | 5         | 5    |
| Anna Van Bellinghen | Superschwergewicht über 87 kg | 96 kg   | 10     | 123 kg  | 10     | 219 kg    | 11        | 11   |

### Golf
| Athleten       | Runde 1 | Runde 2 | Runde 3 | Runde 4 | Gesamt | Par | Rang |
| -------------- | ------- | ------- | ------- | ------- | ------ | --- | ---- |
| Frauen         |         |         |         |         |        |     |      |
| Manon De Roey  | 71      | 67      | 74      | 74      | 286    | +2  | 46   |
| Männer         |         |         |         |         |        |     |      |
| Thomas Detry   | 70      | 67      | 68      | 69      | 274    | −11 | 22   |
| Thomas Pieters | 65      | 76      | 64      | 68      | 273    | −10 | 16   |

### Hockey
Das belgische Team qualifizierte sich als Europameister frühzeitig für die Spiele.
| Wettbewerb    | Männer (Spiele/Tore) |
| ------------- | --- |
| Athleten      | Arthur Van Doren (8/1) John-John Dohmen (8/3) Florent Van Aubel (8/2) Sébastien Dockier (8/2) Cédric Charlier (8/3) Gauthier Boccard (8/0) Nicolas De Kerpel (5/0) Alexander Hendrickx (8/14) Félix Denayer (8/1) (TW) Vincent Vanasch (8/0) Simon Gougnard (7/3) Arthur De Sloover (8/0) Antoine Kina (7/0) Loïck Luypaert (8/1) Victor Wegnez (8/0) Tom Boon (3/0) Augustin Meurmans (2/0) Thomas Briels (7/2) |
| Trainer       | Shane McLeod |
| Gruppenphase  | Niederlande (3:1) Deutschland (3:1) Südafrika (9:4) Kanada (9:1) Großbritannien (2:2) |
| Viertelfinale | Spanien (3:1) |
| Halbfinale    | Indien (5:2) |
| Finale        | Australien (1:1; 3:2 n. PSO) |
| Platzierung   | Gold |

### Judo
| Athleten           | Wettbewerb | 1. Runde      | 1. Runde | 2. Runde  | 2. Runde | Achtelfinale | Achtelfinale | Viertelfinale | Viertelfinale | Halbfinale / Trostrunde | Halbfinale / Trostrunde | Finale / Platz 3  | Finale / Platz 3 | Rang   |
| Athleten           | Wettbewerb | Gegner        | Ergebnis | Gegner    | Ergebnis | Gegner       | Ergebnis     | Gegner        | Ergebnis      | Gegner                  | Ergebnis                | Gegner            | Ergebnis         | Rang   |
| ------------------ | ---------- | ------------- | -------- | --------- | -------- | ------------ | ------------ | ------------- | ------------- | ----------------------- | ----------------------- | ----------------- | ---------------- | ------ |
| Frauen             |            |               |          |           |          |              |              |               |               |                         |                         |                   |                  |        |
| Charline Van Snick | bis 52 kg  | E. Guica      | 11s1:0   | —         | —        | G. Chohen    | 10:0         | O. Giuffrida  | 0s1:1s2       | C. Giles                | 0:10s1                  | ausgeschieden     | ausgeschieden    | 7      |
| Männer             |            |               |          |           |          |              |              |               |               |                         |                         |                   |                  |        |
| Jorre Verstraeten  | bis 60 kg  | M. Plafky     | 1:0s2    | —         | —        | N. Takato    | 0s2:10       | ausgeschieden | ausgeschieden | ausgeschieden           | ausgeschieden           | ausgeschieden     | ausgeschieden    | 9      |
| Matthias Casse     | bis 81 kg  | Freilos       | Freilos  | A. Gandía | 11:1s1   | R. Pacek     | 11s1:1s1     | A. Chubezow   | 10s1:0s3      | T. Nagase               | 0s2:1s1                 | T. Grigalaschwili | 10s1:0           | Bronze |
| Toma Nikiforov     | bis 100 kg | R. Buzacarini | 1s2:0    | —         | —        | J. Fonseca   | 0:10         | ausgeschieden | ausgeschieden | ausgeschieden           | ausgeschieden           | ausgeschieden     | ausgeschieden    | 9      |

### Kanu

#### Kanurennsport
| Athleten                   | Wettbewerb | Vorlauf      | Vorlauf | Viertelfinale | Viertelfinale | Halbfinale   | Halbfinale | Finale A/B/C | Finale A/B/C | Rang |
| Athleten                   | Wettbewerb | Zeit         | Rang    | Zeit          | Rang          | Zeit         | Rang       | Zeit         | Rang         | Rang |
| -------------------------- | ---------- | ------------ | ------- | ------------- | ------------- | ------------ | ---------- | ------------ | ------------ | ---- |
| Frauen                     |            |              |         |               |               |              |            |              |              |      |
| Lize Broekx                | K-1 500 m  | 1:52,476 min | 7       | 1:49,336 min  | 2             | 1:54,489 min | 5          | 1:56,842 min | 5            | 21   |
| Hermien Peters             | K-1 500 m  | 1:47,959 min | 1       | —             | —             | 1:52,829 min | 2          | 1:53,716 min | 6            | 6    |
| Lize Broekx Hermien Peters | K-2 500 m  | 1:48,137 min | 4       | 1:47,649 min  | 1             | 1:39,046 min | 5          | 1:38,475 min | 1            | 9    |
| Männer                     |            |              |         |               |               |              |            |              |              |      |
| Artuur Peters              | K-1 1000 m | 3:41,967 min | 3       | 3:45,712 min  | 1             | 3:26,773 min | 5          | 3:26,781 min | 2            | 10   |

#### Kanuslalom
| Athleten          | Wettbewerb | Vorlauf | Vorlauf | Halbfinale    | Halbfinale    | Finale        | Finale        | Rang |
| Athleten          | Wettbewerb | Zeit    | Rang    | Zeit          | Rang          | Zeit          | Rang          | Rang |
| ----------------- | ---------- | ------- | ------- | ------------- | ------------- | ------------- | ------------- | ---- |
| Männer            |            |         |         |               |               |               |               |      |
| Gabriel De Coster | K-1        | 98,67 s | 22      | ausgeschieden | ausgeschieden | ausgeschieden | ausgeschieden | 22   |

### Leichtathletik
Laufen und Gehen 
| Athleten                                                                           | Wettbewerb        | Runde 1      | Runde 1 | Halbfinale    | Halbfinale    | Finale        | Finale        | Rang          |
| Athleten                                                                           | Wettbewerb        | Zeit         | Rang    | Zeit          | Rang          | Zeit          | Rang          | Rang          |
| ---------------------------------------------------------------------------------- | ----------------- | ------------ | ------- | ------------- | ------------- | ------------- | ------------- | ------------- |
| Frauen                                                                             |                   |              |         |               |               |               |               |               |
| Imke Vervaet                                                                       | 200 m             | 23,05 s      | 4       | 23,31 s       | 9             | ausgeschieden | ausgeschieden | ausgeschieden |
| Cynthia Bolingo Mbongo                                                             | 400 m             | DNS          | DNS     | DNS           | DNS           | DNS           | DNS           | DNS           |
| Elise Vanderelst                                                                   | 1500 m            | 4:05,63 min  | 9       | 4:04,86 min   | 11            | ausgeschieden | ausgeschieden | ausgeschieden |
| Anne Zagré                                                                         | 100 m Hürden      | 12,83 s      | 3       | 12,78 s       | 8             | ausgeschieden | ausgeschieden | ausgeschieden |
| Hanne Claes                                                                        | 400 m Hürden      | 56,38 s      | 8       | ausgeschieden | ausgeschieden | ausgeschieden | ausgeschieden | ausgeschieden |
| Paulien Couckuyt                                                                   | 400 m Hürden      | 54,90 s      | 3       | 54,47 s       | 3             | ausgeschieden | ausgeschieden | ausgeschieden |
| Mieke Gorissen                                                                     | Marathon          | —            | —       | —             | —             | 2:34:24 h     | 28            | 28            |
| Hanne Verbruggen                                                                   | Marathon          | —            | —       | —             | —             | 2:38:03 h     | 49            | 49            |
| Paulien Couckuyt Camille Laus Naomi Van Den Broeck Imke Vervaet                    | 4 × 400 m         | 3:24,08 min  | 3       | —             | —             | 3:23,96 min   | 7             | 7             |
| Männer                                                                             |                   |              |         |               |               |               |               |               |
| Robin Vanderbemden                                                                 | 200 m             | 20,70 s      | 3       | 21,00 s       | 7             | ausgeschieden | ausgeschieden | ausgeschieden |
| Kévin Borlée                                                                       | 400 m             | 45,36 s      | 2       | DNS           | DNS           | ausgeschieden | ausgeschieden | ausgeschieden |
| Jonathan Sacoor                                                                    | 400 m             | 45,41 s      | 3       | 45,88 s       | 8             | ausgeschieden | ausgeschieden | ausgeschieden |
| Eliott Crestan                                                                     | 800 m             | 1:46,19 min  | 2       | 1:44,84 min   | 4             | ausgeschieden | ausgeschieden | ausgeschieden |
| Ismael Debjani                                                                     | 1500 m            | 3:36,00 min  | 1       | 3:42,18 min   | 11            | ausgeschieden | ausgeschieden | ausgeschieden |
| Robin Hendrix                                                                      | 5000 m            | 13:58,37 min | 16      | —             | —             | ausgeschieden | ausgeschieden | ausgeschieden |
| Isaac Kimeli                                                                       | 5000 m            | 13:57,36 min | 17      | —             | —             | ausgeschieden | ausgeschieden | ausgeschieden |
| Isaac Kimeli                                                                       | 10.000 m          | —            | —       | —             | —             | 28:31,91 min  | 18            | 18            |
| Bashir Abdi                                                                        | Marathon          | —            | —       | —             | —             | 2:10:00 h     | 3             | Bronze        |
| Dieter Kersten                                                                     | Marathon          | —            | —       | —             | —             | 2:22:06 h     | 59            | 59            |
| Koen Naert                                                                         | Marathon          | —            | —       | —             | —             | 2:12:13 h     | 10            | 10            |
| Michael Obasuyi                                                                    | 110 m Hürden      | 13,65 s      | 6       | ausgeschieden | ausgeschieden | ausgeschieden | ausgeschieden | ausgeschieden |
| Dylan Borlée Jonathan Borlée Kévin Borlée Alexander Doom Jonathan Sacoor           | 4 × 400 m         | 2:59,37 min  | 3       | —             | —             | 2:57,88 min   | 4             | 4             |
| Mixed                                                                              |                   |              |         |               |               |               |               |               |
| Alexander Doom Dylan Borlée Kevin Borlée Jonathan Borlée Camille Laus Imke Vervaet | 4 × 400-m-Staffel | 3:12,75 min  | 3       | —             | —             | 3:11,51 min   | 5             | 5             |

 Springen und Werfen 
| Athleten     | Wettbewerb     | Qualifikation | Qualifikation | Finale        | Finale        | Rang |
| Athleten     | Wettbewerb     | Weite/Höhe    | Rang          | Weite/Höhe    | Rang          | Rang |
| ------------ | -------------- | ------------- | ------------- | ------------- | ------------- | ---- |
| Frauen       |                |               |               |               |               |      |
| Fanny Smets  | Stabhochsprung | 4,25          | 14            | ausgeschieden | ausgeschieden | 14   |
| Männer       |                |               |               |               |               |      |
| Ben Broeders | Stabhochsprung | 5,65          | 18            | ausgeschieden | ausgeschieden | 18   |

 Mehrkampf 
| Athletinnen        | 100 m Hürden | 100 m Hürden | Hochsprung | Hochsprung | Kugelstoßen | Kugelstoßen | 200 m   | 200 m  | Weitsprung | Weitsprung | Speerwurf | Speerwurf | 800 m       | 800 m  | Punkte | Rang |
| Athletinnen        | Zeit         | Punkte       | Höhe       | Punkte     | Weite       | Punkte      | Zeit    | Punkte | Weite      | Punkte     | Weite     | Punkte    | Zeit        | Punkte | Punkte | Rang |
| ------------------ | ------------ | ------------ | ---------- | ---------- | ----------- | ----------- | ------- | ------ | ---------- | ---------- | --------- | --------- | ----------- | ------ | ------ | ---- |
| Siebenkampf Frauen |              |              |            |            |             |             |         |        |            |            |           |           |             |        |        |      |
| Nafissatou Thiam   | 13,54 s      | 1044         | 1,92 m     | 1132       | 14,82 m     | 849         | 24,90 s | 896    | 6,60 m     | 1040       | 54,68 s   | 951       | 2:15,98 min | 879    | 6791   | Gold |
| Noor Vidts         | 13,17 s      | 1099         | 1,83 m     | 1016       | 14,33 m     | 816         | 23,70 s | 1010   | 6,32 m     | 949        | 41,80 m   | 702       | 2:09,05 min | 979    | 6571   | 4    |

| Athleten                | 100 m   | 100 m | Weitsprung | Weitsprung | Kugelstoßen | Kugelstoßen | Hochsprung | Hochsprung | 400 m | 400 m | 110 m Hürden | 110 m Hürden | Diskuswurf | Diskuswurf | Stabhochsprung | Stabhochsprung | Speerwurf | Speerwurf | 1500 m | 1500 m | Punkte | Rang |
| Athleten                | Zeit    | Pkte. | Weite      | Pkte.      | Weite       | Pkte.       | Höhe       | Pkte.      | Zeit  | Pkte. | Zeit         | Pkte.        | Weite      | Pkte.      | Höhe           | Pkte.          | Weite     | Pkte.     | Zeit   | Pkte.  | Punkte | Rang |
| ----------------------- | ------- | ----- | ---------- | ---------- | ----------- | ----------- | ---------- | ---------- | ----- | ----- | ------------ | ------------ | ---------- | ---------- | -------------- | -------------- | --------- | --------- | ------ | ------ | ------ | ---- |
| Zehnkampf               |         |       |            |            |             |             |            |            |       |       |              |              |            |            |                |                |           |           |        |        |        |      |
| Thomas Van Der Plaetsen | 11,05 s | 850   | ogV        | 0          | DNS         | DNS         | DNS        | DNS        | DNS   | DNS   | DNS          | DNS          | DNS        | DNS        | DNS            | DNS            | DNS       | DNS       | DNS    | DNS    | DNF    | DNF  |

### Radsport

#### Bahn
| Athleten                     | Wettbewerb | Finals | Finals | Rang |
| Athleten                     | Wettbewerb | Punkte | Rang   | Rang |
| ---------------------------- | ---------- | ------ | ------ | ---- |
| Frauen                       |            |        |        |      |
| Lotte Kopecky Jolien D’hoore | Madison    | −18    | 10     | 10   |
| Männer                       |            |        |        |      |
| Kenny De Ketele Robbe Ghys   | Madison    | 32     | 4      | 4    |

Omnium
| Athleten        | Wettbewerb | Scratch | Scratch | Temporennen | Temporennen | Ausscheidungs- fahren | Ausscheidungs- fahren | Punkte- fahren | Punkte- fahren | Punkte | Rang |
| Athleten        | Wettbewerb | Punkte  | Rang    | Zeit        | Rang        | Punkte                | Rang                  | Punkte         | Zieleinlauf    | Punkte | Rang |
| --------------- | ---------- | ------- | ------- | ----------- | ----------- | --------------------- | --------------------- | -------------- | -------------- | ------ | ---- |
| Frauen          |            |         |         |             |             |                       |                       |                |                |        |      |
| Lotte Kopecky   | Omnium     | 16      | 13      | 0           | DNF         | DNS                   | DNS                   | DNS            | DNS            | DNF    | DNF  |
| Männer          |            |         |         |             |             |                       |                       |                |                |        |      |
| Kenny De Ketele | Omnium     | 20      | 11      | 28          | 7           | 22                    | 10                    | 0              | 6              | 70     | 13   |

#### Straße
| Athleten           | Wettbewerb       | Zeit         | Rang   |
| ------------------ | ---------------- | ------------ | ------ |
| Frauen             |                  |              |        |
| Valerie Demey      | Straßenrennen    | DNF          | –      |
| Lotte Kopecky      | Straßenrennen    | 3:54:24      | 4      |
| Julie Van de Velde | Straßenrennen    | 4:01:08 h    | 42     |
| Julie Van de Velde | Einzelzeitfahren | 34:23,49 min | 19     |
| Männer             |                  |              |        |
| Tiesj Benoot       | Straßenrennen    | 6:16:53 h    | 58     |
| Remco Evenepoel    | Straßenrennen    | 6:15:38 h    | 49     |
| Remco Evenepoel    | Einzelzeitfahren | 57:21,27 min | 09     |
| Wout van Aert      | Straßenrennen    | 6:06:33 h    | Silber |
| Wout van Aert      | Einzelzeitfahren | 56:44,72 min | 06     |
| Greg Van Avermaet  | Straßenrennen    | DNF          | –      |
| Mauri Vansevenant  | Straßenrennen    | 6:21:48 h    | 77     |

#### Mountainbike
| Athleten        | Wettbewerb    | Zeit      | Rang |
| --------------- | ------------- | --------- | ---- |
| Frauen          |               |           |      |
| Githa Michiels  | Cross-Country | DNF       | –    |
| Männer          |               |           |      |
| Jens Schuermans | Cross-Country | 1:29:07 h | 18   |

#### BMX
| Athleten     | Wettbewerb | Viertelfinale | Viertelfinale | Halbfinale | Halbfinale | Finale        | Finale        | Rang |
| Athleten     | Wettbewerb | Punkte        | Rang          | Punkte     | Rang       | Zeit          | Rang          | Rang |
| ------------ | ---------- | ------------- | ------------- | ---------- | ---------- | ------------- | ------------- | ---- |
| Frauen       |            |               |               |            |            |               |               |      |
| Elke Vanhoof | BMX-Rennen | 12            | 4             | 16         | 6          | ausgeschieden | ausgeschieden | 11   |

### Reiten

#### Dressurreiten
| Athleten | Wettbewerb | Prozent    | Prozent       | Rang |
| Athleten | Wettbewerb | Grand Prix | GP Kür        | Rang |
| --- | ---------- | ---------- | ------------- | ---- |
| Domien Michiels mit Intermezzo van het Meerdaalhof                                                          | Einzel     | 70,202 %   | ausgeschieden | 28   |
| Larissa Pauluis mit Flambeau                                                                                | Einzel     | 67,251 %   | ausgeschieden | 42   |
| Laurence Roos mit Fil Rouge                                                                                 | Einzel     | 70,699 %   | ausgeschieden | 23   |
| Domien Michiels mit Intermezzo van het Meerdaalhof Larissa Pauluis mit Flambeau Laurence Roos mit Fil Rouge | Mannschaft | 6702,5     | ausgeschieden | 10   |

#### Springreiten
| Athleten                                                                                    | Wettbewerb | Strafpunkte   | Strafpunkte   | Strafpunkte   | Strafpunkte   | Strafpunkte   | Strafpunkte   | Rang   |
| Athleten                                                                                    | Wettbewerb | Einzelwertung | Einzelwertung | Einzelwertung | Nationenpreis | Nationenpreis | Nationenpreis | Rang   |
| Athleten                                                                                    | Wettbewerb | 1. Umlauf     | 2. Umlauf     | Stechen       | 1. Umlauf     | 2. Umlauf     | Stechen       | Rang   |
| ------------------------------------------------------------------------------------------- | ---------- | ------------- | ------------- | ------------- | ------------- | ------------- | ------------- | ------ |
| Niels Bruynseels mit Delux van T & L                                                        | Einzel     | 0,00          | ausgeschieden | ausgeschieden | —             | —             | —             | 26     |
| Jérôme Guery mit Quel Homme de Hus                                                          | Einzel     | 0,00          | 7,00          | —             | —             | —             | —             | 13     |
| Gregory Wathelet mit Nevados S                                                              | Einzel     | 0,00          | 4,00          | —             | —             | —             | —             | 9      |
| Pieter Devos mit Claire Z Jérôme Guery mit Quel Homme de Hus Gregory Wathelet mit Nevados S | Mannschaft | —             | —             | —             | 4,00          | 12,00         | —             | Bronze |

#### Vielseitigkeitsreiten
| Athleten                                      | Wettbewerb | Minuspunkte Dressur | Minuspunkte Gelände | Minuspunkte Springen | Minuspunkte Springen | Minuspunkte Gesamt | Rang |
| --------------------------------------------- | ---------- | ------------------- | ------------------- | -------------------- | -------------------- | ------------------ | ---- |
| Lara de Liedekerke-Meier mit Alpaga d’Arville | Einzel     | 37,20               | ausgeschieden       | ausgeschieden        | ausgeschieden        | ausgeschieden      | 33   |

### Rudern
Bei den Weltmeisterschaften 2019 qualifizierte sich das belgische Team in einer der 14 Bootskategorien für die Olympischen Spiele.
| Athleten                     | Wettbewerb                  | Vorlauf     | Vorlauf | Vorlauf        | Hoffnungslauf | Hoffnungslauf | Hoffnungslauf | Halbfinale  | Halbfinale | Halbfinale    | Finale      | Finale | Rang |
| Athleten                     | Wettbewerb                  | Zeit        | Platz   | Qualifikation  | Zeit          | Platz         | Qualifikation | Zeit        | Platz      | Qualifikation | Zeit        | Platz  | Rang |
| ---------------------------- | --------------------------- | ----------- | ------- | -------------- | ------------- | ------------- | ------------- | ----------- | ---------- | ------------- | ----------- | ------ | ---- |
| Männer                       |                             |             |         |                |               |               |               |             |            |               |             |        |      |
| Tim Brys Niels Van Zandweghe | Leichtgewichts-Doppelzweier | 6:26,51 min | 2       | Halbfinale A/B | —             | —             | —             | 6:13,07 min | 3          | Finale A      | 6:18,10 min | 5      | 5    |

### Schießen
| Athleten    | Wettbewerb          | Qualifikation   | Qualifikation | Finale          | Finale        | Ringe/ Scheiben | Rang |
| Athleten    | Wettbewerb          | Ringe/ Scheiben | Rang          | Ringe/ Scheiben | Rang          | Ringe/ Scheiben | Rang |
| ----------- | ------------------- | --------------- | ------------- | --------------- | ------------- | --------------- | ---- |
| Frauen      |                     |                 |               |                 |               |                 |      |
| Jessie Kaps | Luftgewehr 10 Meter | 623,4           | 27            | ausgeschieden   | ausgeschieden | ausgeschieden   | 27   |

### Schwimmen
| Athleten       | Wettbewerb          | Vorlauf     | Vorlauf | Halbfinale    | Halbfinale    | Finale        | Finale        | Rang |
| Athleten       | Wettbewerb          | Zeit        | Rang    | Zeit          | Rang          | Zeit          | Rang          | Rang |
| -------------- | ------------------- | ----------- | ------- | ------------- | ------------- | ------------- | ------------- | ---- |
| Frauen         |                     |             |         |               |               |               |               |      |
| Fanny Lecluyse | 100 m Brust         | 1:07,93 min | 26      | ausgeschieden | ausgeschieden | ausgeschieden | ausgeschieden | 26   |
| Fanny Lecluyse | 200 m Brust         | 2:23,42 min | 11      | 2:23,73 min   | 8             | 2:24,57 min   | 8             | 8    |
| Männer         |                     |             |         |               |               |               |               |      |
| Louis Croenen  | 100 m Schmetterling | 52,23 s     | 28      | ausgeschieden | ausgeschieden | ausgeschieden | ausgeschieden | 28   |
| Louis Croenen  | 200 m Schmetterling | 1:55,78 min | 14      | 1:56,67 min   | 16            | ausgeschieden | ausgeschieden | 16   |

### Segeln
| Athleten                     | Wettbewerb   | Qualifikation | Qualifikation | Medal Race    | Medal Race    | Punkte | Rang |
| Athleten                     | Wettbewerb   | Punkte        | Rang          | Punkte        | Rang          | Punkte | Rang |
| ---------------------------- | ------------ | ------------- | ------------- | ------------- | ------------- | ------ | ---- |
| Frauen                       |              |               |               |               |               |        |      |
| Emma Plasschaert             | Laser Radial | 83            | 4             | 4             | 2             | 87     | 4    |
| Isaura Maenhaut Anouk Geurts | 49erFX       | 121           | 17            | ausgeschieden | ausgeschieden | 121    | 17   |
| Männer                       |              |               |               |               |               |        |      |
| Wannes Van Laer              | Laser        | 180           | 27            | ausgeschieden | ausgeschieden | 180    | 27   |

### Skateboard
| Athleten         | Wettbewerb | Qualifikation | Qualifikation | Finale        | Finale        | Rang |
| Athleten         | Wettbewerb | Punkte        | Rang          | Punkte        | Rang          | Rang |
| ---------------- | ---------- | ------------- | ------------- | ------------- | ------------- | ---- |
| Männer           |            |               |               |               |               |      |
| Axel Cruysberghs | Street     | 24,81         | 13            | ausgeschieden | ausgeschieden | 13   |

### Taekwondo
| Athleten     | Wettbewerb       | Achtelfinale | Achtelfinale | Viertelfinale | Viertelfinale | Hoffnungsrunde Halbfinale | Hoffnungsrunde Halbfinale | Halbfinale    | Halbfinale    | Hoffnungsrunde Finale | Hoffnungsrunde Finale | Finale        | Finale        | Rang |
| Athleten     | Wettbewerb       | Gegner       | Ergebnis     | Gegner        | Ergebnis      | Gegner                    | Ergebnis                  | Gegner        | Ergebnis      | Gegner                | Ergebnis              | Gegner        | Ergebnis      | Rang |
| ------------ | ---------------- | ------------ | ------------ | ------------- | ------------- | ------------------------- | ------------------------- | ------------- | ------------- | --------------------- | --------------------- | ------------- | ------------- | ---- |
| Männer       |                  |              |              |               |               |                           |                           |               |               |                       |                       |               |               |      |
| Jaouad Achab | Klasse bis 68 kg | B. Pié       | 11:18        | ausgeschieden | ausgeschieden | ausgeschieden             | ausgeschieden             | ausgeschieden | ausgeschieden | ausgeschieden         | ausgeschieden         | ausgeschieden | ausgeschieden | 11   |

### Tennis
| Athleten                          | Wettbewerb | 1. Runde                        | 1. Runde      | 2. Runde      | 2. Runde      | Achtelfinale  | Achtelfinale  | Viertelfinale | Viertelfinale | Halbfinale    | Halbfinale    | Finale / Platz 3 | Finale / Platz 3 |
| Athleten                          | Wettbewerb | Gegner                          | Ergebnis      | Gegner        | Ergebnis      | Gegner        | Ergebnis      | Gegner        | Ergebnis      | Gegner        | Ergebnis      | Gegner           | Ergebnis         |
| --------------------------------- | ---------- | ------------------------------- | ------------- | ------------- | ------------- | ------------- | ------------- | ------------- | ------------- | ------------- | ------------- | ---------------- | ---------------- |
| Frauen                            |            |                                 |               |               |               |               |               |               |               |               |               |                  |                  |
| Elise Mertens                     | Einzel     | J. Alexandrowa                  | 6:4, 4:6, 4:6 | ausgeschieden | ausgeschieden | ausgeschieden | ausgeschieden | ausgeschieden | ausgeschieden | ausgeschieden | ausgeschieden | ausgeschieden    | ausgeschieden    |
| Alison Van Uytvanck               | Einzel     | I. Jorović                      | 6:2, 6:3      | P. Kvitová    | 5:7, 6:3, 6:0 | G. Muguruza   | 6:4, 6:1      | ausgeschieden | ausgeschieden | ausgeschieden | ausgeschieden | ausgeschieden    | ausgeschieden    |
| Elise Mertens Alison Van Uytvanck | Doppel     | G. Muguruza / C. Suárez Navarro | 3:6, 6:74     | —             | —             | ausgeschieden | ausgeschieden | ausgeschieden | ausgeschieden | ausgeschieden | ausgeschieden | ausgeschieden    | ausgeschieden    |
| Männer                            |            |                                 |               |               |               |               |               |               |               |               |               |                  |                  |
| Sander Gillé Joran Vliegen        | Doppel     | W. Koolhof / J.-J. Rojer        | 3:6, 6:75     | —             | —             | ausgeschieden | ausgeschieden | ausgeschieden | ausgeschieden | ausgeschieden | ausgeschieden | ausgeschieden    | ausgeschieden    |

### Triathlon
| Athleten                                                     | Wettbewerb | Zeit      | Rang |
| ------------------------------------------------------------ | ---------- | --------- | ---- |
| Frauen                                                       |            |           |      |
| Valerie Barthelemy                                           | Einzel     | 1:58:49 h | 10   |
| Claire Michel                                                | Einzel     | 2:11:05 h | 34   |
| Männer                                                       |            |           |      |
| Marten Van Riel                                              | Einzel     | 1:45:52 h | 4    |
| Mixed                                                        |            |           |      |
| Valerie Barthelemy Claire Michel Jelle Geens Marten Van Riel | Staffel    | 1:24:36 h | 5    |

### Turnen

#### Gerätturnen
| Athleten                                                 | Wettbewerb           | Qualifikation | Qualifikation | Finale        | Finale        | Rang |
| Athleten                                                 | Wettbewerb           | Punkte        | Rang          | Punkte        | Rang          | Rang |
| -------------------------------------------------------- | -------------------- | ------------- | ------------- | ------------- | ------------- | ---- |
| Frauen                                                   |                      |               |               |               |               |      |
| Maellyse Brassart                                        | Boden                | 12,766        | 39            | ausgeschieden | ausgeschieden | 39   |
| Maellyse Brassart                                        | Schwebebalken        | 13,033        | 33            | ausgeschieden | ausgeschieden | 33   |
| Maellyse Brassart                                        | Stufenbarren         | 13,333        | 36            | ausgeschieden | ausgeschieden | 36   |
| Maellyse Brassart                                        | Mehrkampf Einzel     | 52,931        | 35            | ausgeschieden | ausgeschieden | 35   |
| Nina Derwael                                             | Boden                | 13,566        | 12            | ausgeschieden | ausgeschieden | 12   |
| Nina Derwael                                             | Schwebebalken        | 13,766        | 15            | ausgeschieden | ausgeschieden | 15   |
| Nina Derwael                                             | Mehrkampf Einzel     | 56,598        | 7             | 55,965        | 6             | 6    |
| Nina Derwael                                             | Stufenbarren         | 15,366        | 1             | 15,200        | 1             | Gold |
| Lisa Vaelen                                              | Boden                | 12,766        | 40            | ausgeschieden | ausgeschieden | 40   |
| Lisa Vaelen                                              | Schwebebalken        | 12,500        | 52            | ausgeschieden | ausgeschieden | 52   |
| Lisa Vaelen                                              | Stufenbarren         | 14,100        | 23            | ausgeschieden | ausgeschieden | 23   |
| Lisa Vaelen                                              | Mehrkampf Einzel     | 52,366        | 42            | ausgeschieden | ausgeschieden | 42   |
| Jutta Verkest                                            | Boden                | 12,933        | 31            | ausgeschieden | ausgeschieden | 31   |
| Jutta Verkest                                            | Schwebebalken        | 13,666        | 19            | ausgeschieden | ausgeschieden | 19   |
| Jutta Verkest                                            | Stufenbarren         | 13,633        | 33            | ausgeschieden | ausgeschieden | 33   |
| Jutta Verkest                                            | Mehrkampf Einzel     | 53,632        | 26            | 51,232        | 23            | 23   |
| Maellyse Brassart Nina Derwael Lisa Vaelen Jutta Verkest | Mehrkampf Mannschaft | 163,895       | 5             | 159,965       | 8             | 8    |